# Carrouge
Carrouge je bývalá samostatná obec v západní (frankofonní) části Švýcarska, v kantonu Vaud, v okrese Lavaux-Oron. Od 1. července 2016 byly bývalé obce Carrouge, Ferlens a Mézières sloučeny do nové obce Jorat-Mézières.

## Historie
Obec Carrouge je poprvé zmiňována v roce 1255 jako Carrogium.
Území obce Carrouge bylo osídleno již v římské době, což potvrzují pozůstatky římské vily a nálezy mincí. Ve středověku se objevily názvy Carrojoz a Carroge a v 19. století se běžně používal také pravopis Carouge. Název místa je odvozen od latinského slova quadrivium (křižovatka), z něhož vznikla starofrancouzská varianta carroge.
Carrouge, které bylo pod svrchovaností Savojských, bylo od 13. do 15. století spojeno s panstvím Vullien. Poté vytvořilo vlastní panství, k němuž patřily také Mézières a Les Cullayes. V 16. století se páni z vesnice vzdali hradu v Carrouge a přestěhovali se na zámek Carrouge v historickém centru Moudonu.
Po dobytí Vaudu Bernem v roce 1536 přešla vesnice pod správu panství Moudon. Po pádu Staré konfederace patřila obec v letech 1798–1803 během Helvétské republiky ke kantonu Léman, který byl poté po vstupu v platnost Ústavy o zprostředkování sloučen s kantonem Vaud. V roce 1798 byla přiřazena k okresu Oron.
Obec byla do 31. 12. 2006 součástí okresu Oron, od roku 2007 se stala částí nového okresu Broye-Vully.

## Obyvatelstvo
V prosinci 2017 žilo v Carrouge 1208 obyvatel, z toho 9,9 % cizí státní příslušnosti.
V roce 2000 hovořilo 92,8 % obyvatel obce francouzsky. Ke švýcarské reformované církvi se ve stejném roce hlásilo 57,2 % obyvatel, k církvi římskokatolické 18,5 % obyvatel.

## Partnerské obce
- Carrouges

## Osobnosti
- Georges Cottier (1922–2016), kardinál